# Apogonia calcuttana
Apogonia calcuttana är en skalbaggsart som beskrevs av Moser 1916. Apogonia calcuttana ingår i släktet Apogonia och familjen Melolonthidae. Inga underarter finns listade i Catalogue of Life.